# Bulbus (pedipalp)
De bulbus is een aanhangsel van de palp van mannelijke spinnen. Het dient als spermaopslag-orgaan, een mannetje vult de bulbus met zijn zaadcellen als het volwassen is en gaat op zoek naar een vrouwtje. De bulbus wordt tijdens de paring in de vrouwelijke geslachtsopening (epigyne) gebracht. Het uiteinde van de bulbus draagt een naaldachtige structuur die de embolus wordt genoemd. 